# صفوت إبريغيث
صفوت إبراهيم عبد العزيز إبريغيث دبلوماسي فلسطيني، كان نائبًا للسفير الفلسطيني لدى فرنسا. يشغل حاليًا منصب سفير دولة فلسطين المُقيم لدى السنغال، وغير المُقيم لدى دول غامبيا، وغينيا بيساو والرأس الأخضر.

## الحياة العملية
في 23 يوليو 2004، رُفع إلى درجة مدير عام في ديوان الموظفين العام، وأُفرز للعمل مستشارًا ضمن بعثة دولة فلسطين إلى اليونسكو.
في 1 أغسطس 2015، عُين رئيسًا لبعثة سفارة دولة فلسطين لدى السنغال. وفي 25 أكتوبر 2015، تقبل الرئيس السنغالي أوراق اعتماده.
في 14 يناير 2016، قدم أوراق اعتماده سفيرًا غير مقيم لدولة فلسطين لدى غامبيا.
في 22 مارس 2016، قدم أوراق اعتماده سفيرًا غير مقيم لدولة فلسطين لدى الرأس الأخضر.
في 1 يونيو 2016، مُنح رتبة سفير.
في 14 نوفمبر 2016، قدم أوراق اعتماده سفيرًا غير مقيم لدولة فلسطين إلى رئيس جمهورية غينيا بيساو.
في 16 أغسطس 2022، قال إبريغيث عبر منشور على فيسبوك: «بعد سبع سنوات من الخدمة في غرب أفريقيا والتشاور مع وزير الخارجية والمغتربين الفلسطيني يشرفني أن أعلن انتهاء مهمتي كسفير فوق العادة والجلسة العامة لدولة فلسطين مع جمهورية السنغال، من غامبيا، كابو فيردي و غينيا بيساو».
في 3 سبتمبر 2022، منحه الرئيس السنغالي ماكي سال وسام القائد بدرجة الأسد للاستحقاق الوطني وفقًا لمرسوم رئاسي صدر في 1 سبتمبر 2022.